# Golepolder
De Golepolder is een polder ten zuidoosten van Breskens, behorende tot de Baarzandepolders.
De 24 ha metende polder werd geïnundeerd in 1583 en herdijkt in 1610. Ze wordt begrensd door de Golepoldersedijk en de Hoofdplaatse Weg. Ten noorden van de polder ligt een bedrijventerrein, ten westen liggen woonwijken van Breskens.
In de polder bevindt zich een complex van nissenhutten. Deze werden gebruikt door werknemers die, na de Tweede Wereldoorlog, meewerkten aan de wederopbouw van het -door geallieerde bombardementen- zwaar getroffen dorp. Later kwamen hier Ambonezen te wonen. Vervolgens werden de nissenhutten omgebouwd tot vakantiewoning.